# Hugó
A Hugó germán eredetű férfinév, amely a Hug- kezdetű nevek rövidüléséből keletkezett (Hugubert, Hugwin, Hugbald). A névelem jelentése értelem, más vélemény szerint a „hugh” jelentése germán nyelvekben szív, lélek.

## Gyakorisága
Az 1990-es években a Hugó szórványos név, a 2000-es években nem szerepel a 100 leggyakoribb férfinév között.

## Névnap
- április 1.[2]
- április 29.[2]
- július 27.[2]

## Idegen nyelvi változatai
- Hugh (angol)
- Hugo, Hugues (francia)

## Híres Hugók

### Magyarok
- Ágoston Hugó romániai magyar újságíró, szerkesztő
- Ballya Hugó Európa-bajnok evezős, edző
- Beck Hugó kúriai tanácselnök, jogász, író
- Blazsek Sándor Hugó lapszerkesztő, lapkiadó, gazdasági újságíró
- Böckh Hugó geológus
- Csergő Hugó költő, író, újságíró
- Gellért Hugó festő
- Gellért Hugó műfordító
- Gregersen Hugó építész, festő
- Gruber Hugó színész
- Hollán Hugó katonatiszt
- Ignotus, teljes nevén Ignotus Hugó (szül. Veigelsberg Hugó), publicista, műkritikus, költő, író, főszerkesztő
- Ilosvai Hugó hírlapíró, műfordító
- Keviczky Hugó szobrász
- Láng Hugó matematikatanár, pedagógus, szakíró, várospolitikus
- Lukács Hugó orvos, ideggyógyász
- Máltás Hugó építész
- Meltzl Hugó irodalomtörténész, egyetemi tanár
- Payr Hugó birkózó
- Poll Hugó festő
- Preisz Hugó orvos, állatorvos, bakteriológus
- Preyer Hugo sci-fi-író, szerkesztő, filozófus
- Scheiber Hugó festő
- Semlyén Hugó publicista, elbeszélő, műfordító
- Sónyi Hugó gyalogsági tábornok, a Honvédség főparancsnoka, magyar királyi titkos tanácsos
- Szerencsi Hugó színész
- Szolcsányi Hugó statisztikus, jogi doktor, képesített egyetemi magántanár
- Szüsz Hugó labdarúgó-játékvezető
- Tauszik B. Hugó közgazdász
- Zoltán Hugó és Társa műszergyártó iparos

### Más nemzetiségűek
- Hugo Almeida portugál labdarúgó
- Hugo Ball német avantgárd író, költő, a dadaizmus egyik létrehozója
- Hugo Boss német divattervező
- Hugo Campagnaro argentin labdarúgó
- Hugo Chávez venezuelai katona, politikus
- Hugo Claus flamand regényíró, költő, színműíró és filmrendező
- Hugues Doneau francia jogtudós
- Hugo Eckener német léghajóparancsnok, a Zeppelin-gyár vezetője
- Hugo Grotius németalföldi államférfi, jogász, a modern nemzetközi jog előfutára
- Hugo Haase német ügyvéd, szociáldemokrata politikus
- Hugo Haelschner német kriminalista
- Hugo von Hofmannsthal osztrák író, költő, drámaíró
- Hugo Leonardo Pereira Nascimento brazil labdarúgó
- Hugo Lloris francia labdarúgó
- Hugo Martiny von Malastów osztrák császári és királyi vezérezredes
- Hugo Münsterberg német származású amerikai pszichológus
- Hugo Sánchez mexikói labdarúgó
- Hugo Sosa Miranda paraguayi nemzetközi labdarúgó-játékvezető
- Hugo Sperrle német tábornagy a Luftwaffénél a második világháborúban
- Hugo Steinhaus lengyel matematikus, pedagógus
- Hugo Ströhl osztrák képzőművész, illusztrátor, heraldikus
- Hugo Theorell svéd biokémikus
- Hugo Turcotte kanadai jégkorongozó
- Hugo Valente francia autóversenyző
- Hugo van den Berg holland motorversenyző
- Hugo von Freytag-Loringhoven dán származású német katona, tábornok, katonai szakíró
- Hugo von Pohl német tengerész, admirális
- Hugo Viana portugál labdarúgó
- Hugo Weaving ausztrál színész

### Szentek
- Szent Hugó:
  - Grenoble-i Szent Hugó püspök
  - Avaloni Szent Hugó püspök

### Uralkodók és más nemesek
- Francia Hugó társkirály
- I. Hugó francia király
- II. Hugó ifjabb francia király
- I. Hugó ciprusi király
- II. Hugó ciprusi király
- III. Hugó ciprusi király
- IV. Hugó ciprusi király
- Hugó itáliai király (Provence-i vagy Arles-i Hugó)

További nemesek:
- Savoyai Hugó ciprusi királyi herceg és trónörökös
- I. Hugó champagne-i gróf
- Hugó galileai fejedelem
- Hugó toszkánai őrgróf

### Második keresztnévként
- Johann Hugo Wyttenbach német történész, gimnáziumigazgató, könyvtáros, Karl Marx középiskolai történelemtanára

### Vezetéknévként
- Victor Hugo francia költő, regény- és drámaíró
- Hugó Károly drámaíró

### Képzelt alakok
- Hugó, a víziló, amerikai–magyar egész estés rajzfilm hőse
- Hugo Reyes, a Lost – Eltűntek egy szereplője
- A leleményes Hugo